# Економіка України (журнал)
«Економіка України» — всеукраїнський  науковий фаховий журнал, заснований у вересні 1958 року. Свідоцтво про державну реєстрацію: КВ № 23636-13476 ПР від 20 грудня 2018 року. Попередня назва журналу — «Економіка Радянської України». Мова видання: українська, англійська (змішаними). 11 липня 2016 року журнал включено до Переліку фахових видань у галузі економічних наук.

## Тематика
- економічна теорія
- теоретичні питання в практиці управління
- фінанси, податки, кредит
- економічне моделювання і прогнозування
- кон'юнктура ринку
- цифровізація економіки
- проблеми розвитку АПК
- регіоналістика і проблеми децентралізації
- промислова політика та інновації
- світогосподарські зв'язки
- економіка зарубіжних країн
- наукові дискусії з найактуальніших економічних проблем сьогодення
- тематичні номери за матеріалами «круглих столів»
- критика і бібліографія

## Наукометрія і оцінки
Електронний архів журналу «Економіка України» зберігається в Національній бібліотеці України імені В. І. Вернадського.
Журнал включено до національного рейтингу наукових періодичних видань, що розробляється Центром соціальних комунікацій в рамках проекту «Бібліометрика української науки». Станом на 8 лютого 2019 року журнал посідає перше місце в цьому рейтингу. Пошукова система Google Scholar, яка індексує повні тексти наукових публікацій всіх форматів і дисциплін станом на 18 лютого 2019 року, оцінила внесок журналу «Економіка України» такими показниками:
- індексом Гірша (Хірша) — 64
- індексом i10 — 668.

## Засновники журналу
- Національна академія наук України
- ДУ «Інститут економіки та прогнозування Національної академії наук України»

## Адреса редакції
Київ, вул. Панаса Мирного, 26, оф. 602
Державна установа "Інститут економіки та прогнозування НАН України"

## Редакційна колегія
Головний редактор журналу: Геєць Валерій Михайлович.
Заступник головного редактора: Корнієнко Ірина Всеволодівна.